# Folkets tjänare (parti)
Folkets tjänare  (ukrainska: Слуга народу Sluha narodu) är ett ukrainskt liberalt och populistiskt parti bildat den 31 mars 2018. Partiledare är Ukrainas president Volodymyr Zelenskyj. Sedan den 3 juni 2022 ingår partiet i den liberala europeiska partigruppen ALDE tillsammans med bland annat Centerpartiet och Liberalerna. I maj 2024 undertecknade partiet en deklaration som systerparti med Centerpartiet.
Partiet har sitt namn efter den populära ukrainska tv-serien ”Folkets tjänare” där Zelenskyj har haft huvudrollen som en oligarkbekämpande ukrainsk president, med namnet Vasyl Holoborodko.
Volodymyr Zelenskyj  vann 2019 års presidentval. Han hade ett stöd på drygt 73 procent och den sittande presidenten Petro Porosjenko hade ett stöd på knappt 25 procent. Zelenskyj  blev Ukrainas nye president. Volodymyr Zelenskyj hade inget parti även om hans valrörelse ”Folkets tjänare” blev ett.
I juli 2019 fick president Volodymyr Zelenskyjs parti Folkets tjänare en övertygande seger i partiets första parlamentsval.